# سحالي ليلية
السحالي الليلة أو القنطوسية (الاسم العلمي: Xantusiidae)، هي مجموعة من السحالي صغيرة القد، يتراوح متوسط طولها بين أقل من 4 سم إلى أكثر من 12 سم. معظم أنواعها حية (ولودة)، باستثناء الأنواع الموجودة في جنس السحلية الليلية الكوبية "Cricosaura". الفصيلة تضم ثلاثة أجناس حية فقط، مع ما يقرب من 34 نوع حي. ينتشر جنس السحلية الليلية في جنوب غرب أمريكا الشمالية وولاية باها كاليفورنيا، أما السحلية الليلية الكوبية توجد في كوبا، وجنس ثؤلولي الحراشف (سحلية ليلية استوائية)، وأكبر تنوع وانتشار لجنس السحلية الليلية، في أمريكا الوسطى. وتضم الفصيلة ثلاثة أجناس أحفورية معروفة: Catactegenys ، Palepidophyma ، Palaeoxantusia.